# Хейкер, Елена Даниэльевна
Елена Даниэльевна Хейкер (род. 20 октября 1954 года, Москва, РСФСР, СССР) — советский и российский художник, член-корреспондент Российской академии художеств (2018).

## Биография
Родилась 20 октября 1954 года в Москве.
В 1979 году — окончила факультет прикладного искусства Московского текстильного института (сейчас — Московский государственный текстильный университет имени А. Н. Косыгина).
С 1985 года — член Союза художников СССР.
С 1999 года — член Московского Союза художников.
С 2001 года — преподаватель в Международном университете бизнеса и управления.
С 2007 года — преподаватель в Национальном институте современного дизайна.
С 2018 года — преподаватель, доцент (с 2014 года) кафедры рисунка и живописи в Институте бизнеса и дизайна.
В 2008 году — избрана членом-корреспондентом Российской академии художеств от Отделения декоративных искусств.
Разработала авторские методики и открыт курс модной иллюстрации, имеет научные публикации, методические пособия и статьи, проводит мастер-классы и индивидуальные уроки.
Известные произведения: «Голубь мира» (авторская роспись по шелку к выставке «50 лет МОСХ» в Манеже), серию из 3 панно — «Мираж-1», «Мираж-2», «Мираж-3»; панно «Ника», панно «Сфинкс», декоративное панно «Коричневое поле», антрактно-раздвижной занавес «Обь», антрактно-раздвижной занавес «Земля, Небо», антрактно-раздвижной занавес «Иртыш», задник «Земля», гобелен «Вечность».
Работы представлены во Всероссийском музее декоративно-прикладного и народного искусства (г. Москва), музее музыкальных инструментов имени Глинки (г. Москва), художественной галерее (г. Омск).

## Награды
- Почетная грамота Министерства культуры Российской федерации за большой вклад в развитие российской культуры (2011)